# Маккарр (Кентуккі)
Маккарр (англ. McCarr) — переписна місцевість (CDP) в США, в окрузі Пайк штату Кентуккі. Населення — 158 осіб (2020).

## Географія
Маккарр розташований за координатами 37°37′4″ пн. ш. 82°10′14″ зх. д. / 37.61778° пн. ш. 82.17056° зх. д. (37.617780, -82.170574).  За даними Бюро перепису населення США в 2010 році переписна місцевість мала площу 0,63 км², уся площа — суходіл.

## Демографія
Згідно з переписом 2010 року, у переписній місцевості мешкали 164 особи в 71 домогосподарстві у складі 45 родин. Густота населення становила 258 осіб/км².  Було 75 помешкань (118/км²).
Расовий склад населення:
| - 100,0 % — білих |

До двох чи більше рас належало 0,0 %. Частка іспаномовних становила 2,4 % від усіх жителів.
За віковим діапазоном населення розподілялося таким чином: 17,7 % — особи молодші 18 років, 67,7 % — особи у віці 18—64 років, 14,6 % — особи у віці 65 років та старші. Медіана віку мешканця становила 49,0 року. На 100 осіб жіночої статі у переписній місцевості припадало 90,7 чоловіків;  на 100 жінок у віці від 18 років та старших — 87,5 чоловіків також старших 18 років.
Середній дохід на одне домашнє господарство  становив 59 922 долари США (медіана — 65 833), а середній дохід на одну сім'ю — 72 940 доларів (медіана — 70 781). За межею бідності перебувало 6,1 % осіб, у тому числі 0,0 % дітей у віці до 18 років та 14,3 % осіб у віці 65 років та старших.
Цивільне працевлаштоване населення становило 29 осіб. Основні галузі зайнятості: сільське господарство, лісництво, риболовля — 37,9 %, освіта, охорона здоров'я та соціальна допомога — 31,0 %, будівництво — 17,2 %, публічна адміністрація — 13,8 %.